# Universidade de Módena e Régio da Emília
A Universidade de Módena e Régio da Emília (em italiano: Università degli Studi di Modena e Reggio Emilia), localizada em Módena e Régio da Emília, Emília-Romanha, Itália, é uma das universidades mais antigas da Itália e da Europa, fundada em  1175.
A universidade medieval desapareceu em 1338 e foi substituída por "três aulas públicas" que não conferiam graus acadêmicos e foi suspensa na década de 1590 por falta de dinheiro. A universidade não foi restabelecida até a década de 1680 e não recebeu autorização imperial até 1685.

## Organização
A universidade está dividida em doze faculdades. Oito faculdades estão localizadas em Módena:
- Faculdade de Biociências e Biotecnologia
- Faculdade de Engenharia
- Faculdade de Direito
- Faculdade de Letras e Filosofia
- Faculdade Marco Biagi de Economia
- Faculdade de Matemática, Física e Ciências Naturais
- Faculdade de Medicina e Cirurgia
- Faculdade de Farmácia

Quatro faculdades estão localizadas em Régio da Emília:
- Faculdade de Ciências Agrícolas
- Faculdade de Comunicação e Ciências Econômicas
- Faculdade de Ciências Educacionais
- Faculdade de Engenharia

## Pontos de interesse
- Orto Botanico dell'Università di Modena e Reggio Emilia, o jardim botânico da universidade